# Chiesa cattolica a Nauru
La Chiesa cattolica a Nauru è parte della Chiesa cattolica in comunione con il vescovo di Roma, il papa.

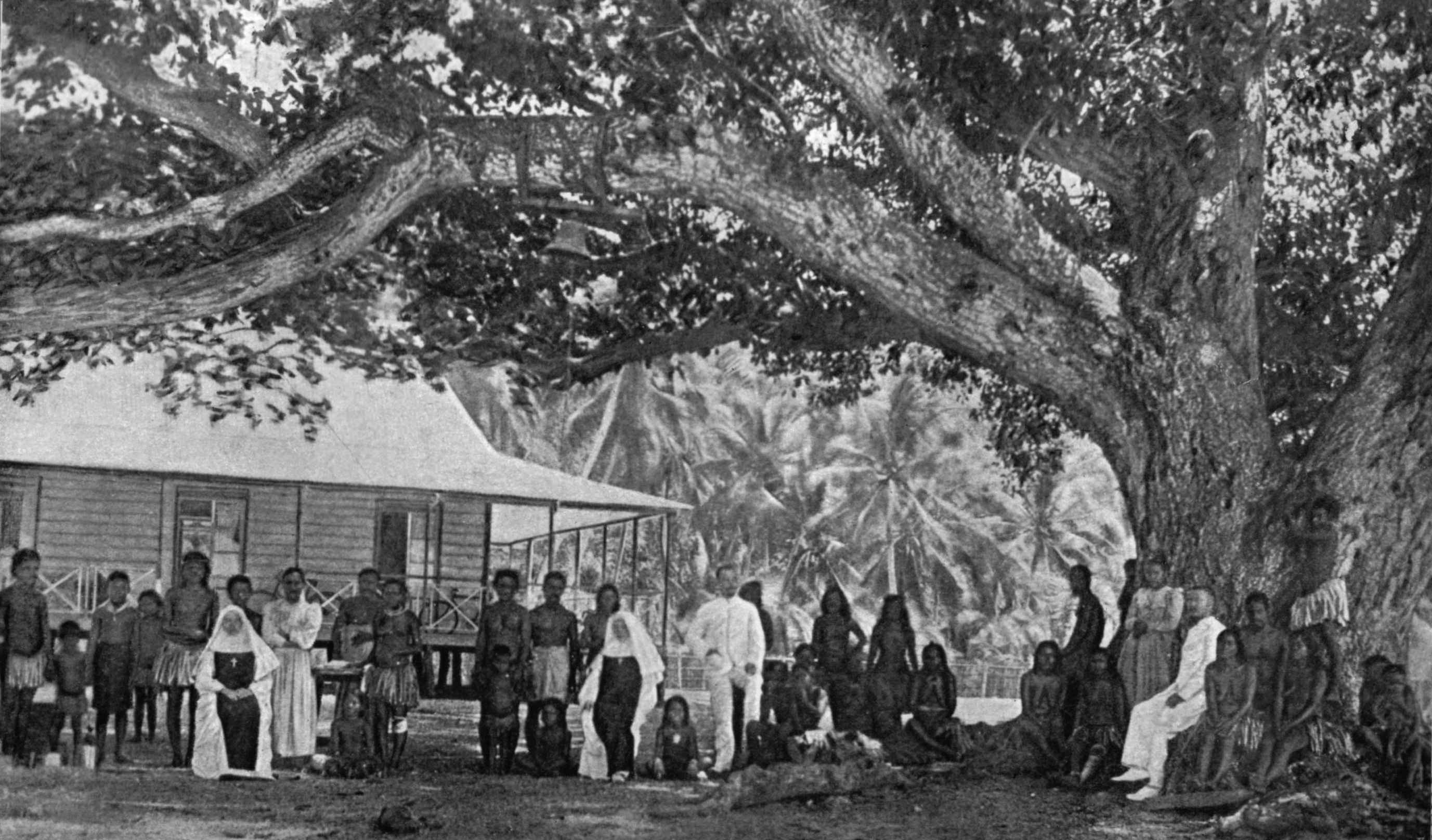
Una missione cattolica a Nauru nel 1914

## Demografia
L'isola di Nauru ha una superficie di circa 21 km² e una popolazione censita di 10.210 abitanti (2007). Il cristianesimo è la religione più diffusa nella repubblica. In base al censimento del 2002 il cattolicesimo costituiva la seconda religione del Paese con il 33,2% della popolazione totale.

## Storia
Nauru, abitata da polinesiani e melanesiani, ebbe i primi contatti con gli europei nel corso del XVIII secolo. Il contatto con balenieri europeo ha iniziato nel XVIII secolo. Prima dell'arrivo del cristianesimo, gli abitanti di Nauru aderivano ad una religione animista in base alla quale la creazione della loro isola era dovuta a due spiriti venuti da Kiribati. Colonia tedesca dal 1888, l'isola vide arrivare i primi missionari, cattolici e protestanti, sul finire del XIX secolo.
La Chiesa cattolica ha istituito il vicariato apostolico delle Isole Gilbert nel 1897. Dopo la prima guerra mondiale, Nauru è stata amministrata congiuntamente da Australia, Nuova Zelanda e Gran Bretagna, prima di essere brevemente occupata dal Giappone durante la seconda guerra mondiale. Nel 1968, Nauru ha adottato una costituzione, che prevede la libertà di religione.
Timothy Detudamo tradusse la Bibbia in lingua nauruana nel 1930. Nel 1966, il vicariato apostolico delle Isole Gilbert fu elevato a diocesi col nome di diocesi di Tarawa. Nel 1978, mutò il proprio nome in diocesi di Tarawa, Nauru e Funafuti; questa nel 1982 fu divisa nella missione sui iuris di Funafuti e nella diocesi di Tarawa e Nauru.
Le feste cristiane del Natale e della Pasqua sono festività religiose ufficiali nel Paese. La Chiesa cattolica rimane attiva in materia di istruzione e il lavoro della missione.

## Nunziatura apostolica
La nunziatura apostolica in Nauru è stata istituita il 1º giugno 1992 con il breve Ad firmiores reddendas di papa Giovanni Paolo II, separandola dalla delegazione apostolica nell'Oceano Pacifico. Il nunzio apostolico risiede a Wellington, in Nuova Zelanda.

### Nunzi apostolici
- Thomas Anthony White † (1º dicembre 1992 - 27 aprile 1996 dimesso)
- Patrick Coveney † (7 dicembre 1996 - 25 gennaio 2005 nominato nunzio apostolico in Grecia)
- Charles Daniel Balvo (30 gennaio 2007 - 17 gennaio 2013 nominato nunzio apostolico in Kenya e osservatore permanente della Santa Sede presso l'UNEP e l'UN-HABITAT)
- Martin Krebs (3 maggio 2014 - 16 giugno 2018 nominato nunzio apostolico in Uruguay)
- Novatus Rugambwa (30 novembre 2019 - 27 luglio 2024 dimesso)
- Gábor Pintér, dal 12 aprile 2025